# 아사기리급 구축함
아사기리급 호위함은 1980년대 중후반에 제작된 일본 해상자위대 함정이다. 5,000톤 가까이 되는 거대한 크기를 자랑하는 함선이다. 하츠유키급 구축함을 대체하였다. 하츠유키급과 같이, ASW와 ASUW 임무를 수행하는 범용 구축함이다.
야마기리와 아사기리는 연습함으로 바뀌었다.

## 동급 함정 목록

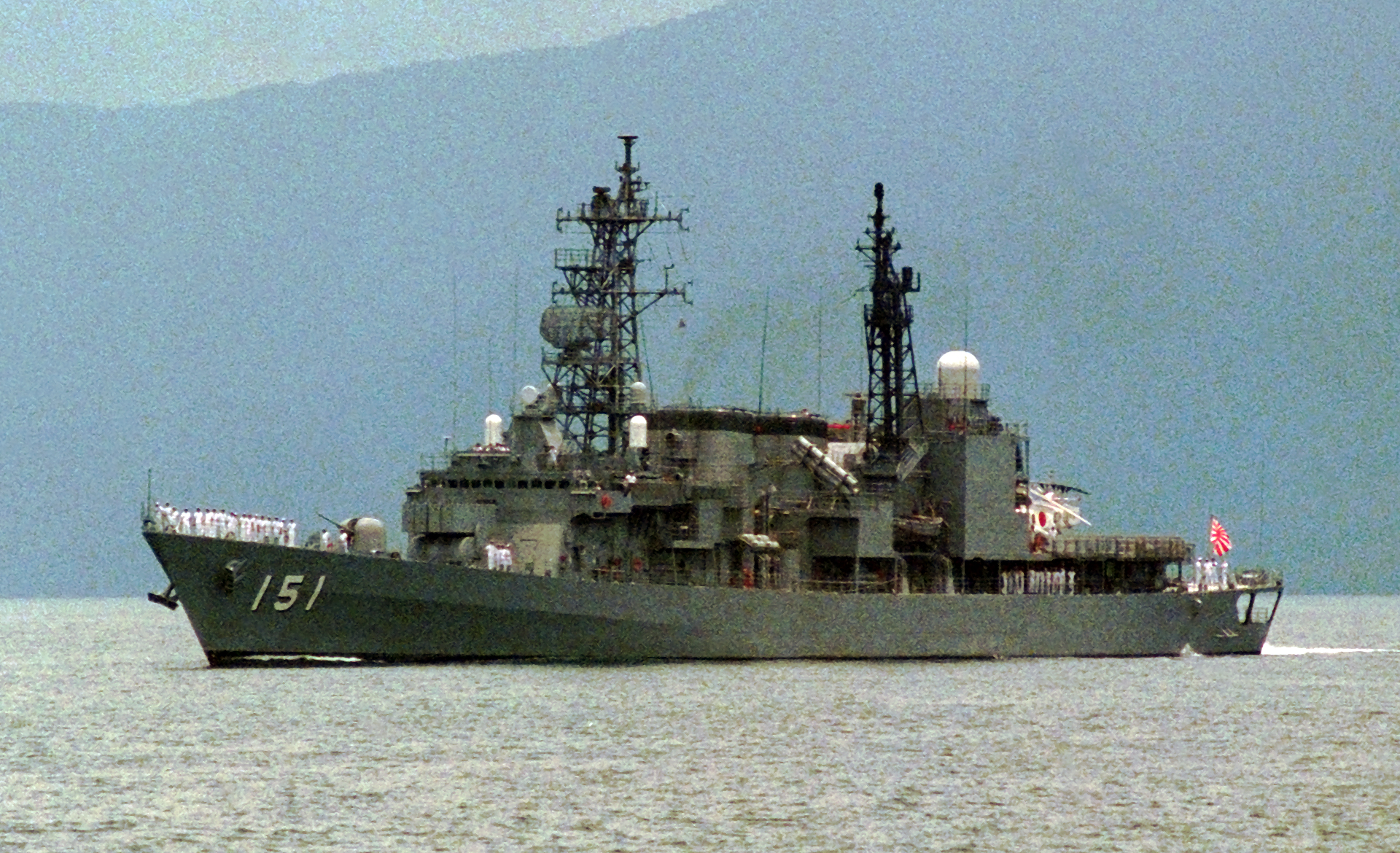
Asagiri

| 제식번호       | 함명     | Laid down | 진수일           | 취역일(일본력)        | 기항        |
| -------------- | -------- | --------- | ---------------- | --------------------- | ----------- |
| DD-151/TV-3516 | 아사기리 |           | 1986년 9월 19일  | 1988년(쇼와 63년)     | 구레시      |
| DD-152/TV-3515 | 야마기리 |           | 1987년 10월 17일 | 1989년(헤이세이 원년) | 구레 시     |
| DD-153         | 유기리   |           | 1987년 12월 21일 | 1989년                | 요코스카 시 |
| DD-154         | 아마기리 |           | 1987년 10월 9일  | 1989년                | 마이즈루시  |
| DD-155         | 하마기리 |           | 1988년 4월 2일   | 1990년(헤이세이 2년)  | 요코스카 시 |
| DD-156         | 세토기리 |           | 1988년 9월 12일  | 1990년                | 요코스카 시 |
| DD-157         | 사와기리 |           | 1988년 12월 25일 | 1990년                | 사세보시    |
| DD-158         | 우미기리 |           | 1989년 9월 11일  | 1991년(헤이세이 3년)  | 구레 시     |

## 제원
- 베수량: 기본 3,500톤, 만재 4,900톤
- 길이: 137 m
- 빔폭: 14.6 m
- 높이: 8.8 m
- Draft: 4.5 m
- 추진기관: 4 gas turbines 54,000 shaft horsepower
- 속도: 30 knots (56 km/h)
- 승무원수: 220 명
- 무장:
- • 하푼 대함 미사일
- • 시스패로 대공 미사일
- • ASROC 대잠 미사일
- • 1 x 76 mm 62cal rapid fire gun (0T0 Melara 3)
- • 2 x 20 mm 팰렁스 CIWS
- • 2 x Type 68 triple torpedo tubes
- 헬기: 1 x SH-60J(K) 시호크 대잠전 헬기

## 한국 방문
2007년 9월 12일, 아사기리급 호위함인 DD-157 사와기리 호위함이 연습함 카시마함(4천50t급), 시마유키함(3천50t급)과 함께 한국 인천을 방문하였다.

## 아사기리급의 무장량
- 일본 - ESSM 함대공 미사일 8발
- 일본 - 함대함 미사일 16발.
- 일본 - 대잠로켓 8발.

## 같이 보기
- OPS-24
- RIM-162 ESSM
- 광개토대왕급 구축함 한국의 동급 구축함이다. 실제로, 2007년 인천을 방문한 일본 해상자위대 함정들을 맞이한 한국측 함정은 한국 해군 제2함대 사령부 기함인 을지문덕함이었다.